# Bela Vista do Maranhão
Bela Vista do Maranhão là một đô thị thuộc bang Maranhão, Brasil. Đô thị này có diện tích 252,524 km², dân số năm 2007 là 8397 người, mật độ 33,25 người/km².